# Белое (озеро, Кингисеппский район)
Бе́лое — озеро на территории Усть-Лужского сельского поселения Кингисеппского района Ленинградской области.

## Общие сведения
Площадь озера — 3,2 км², площадь водосборного бассейна — 9,2 км². Располагается на высоте 20,3 метров над уровнем моря.
Форма озера продолговатая, вытянуто с юго-запада на северо-восток. Берега озера каменисто-песчаные, отчасти заболоченные.
Озеро соединено протокой с озером Липовское, которое также протокой соединено с Финским заливом.
В 2,7 км к западу от озера расположен посёлок Конново.
Код объекта в государственном водном реестре — 01030000611102000025026.